# Arsis und Thesis
Arsis und Thesis bezeichnen in der Verslehre Hebung und Senkung. 
In der antiken griechischen Metrik bezeichnete Arsis (griechisch ἄρσις von αἴρω airo „erheben“, „aufheben“) das Heben des Fußes oder des Fingers, Thesis (θέσις von τίθημι tithemi „setzen“, „betonen“) den Schlag von Fuß oder Finger, das musikalische Taktschlagen bzw. das Aufstampfen des Fußes im Tanz. Dem entspricht der lateinische Ictus („Schlag“, von lateinisch icere „schlagen“; deutsch Iktus). Dementsprechend war in der sich an Silbenlängen orientierenden, quantitierenden antiken Metrik die Thesis stets die lange Silbe (elementum longum) im Versfuß, der Arsis entsprach die kurze Silbe (elementum breve), Doppelkürze (elementum biceps) oder Ambivalenz (elementum anceps). Im Daktylus (—◡◡) zum Beispiel war also — die Thesis und ◡◡ die Arsis. Beide Teile werden auch als Halbfuß bezeichnet, d. h. beim Daktylus ist der erste Halbfuß — und der zweite Halbfuß ◡◡, beim Jambus (◡—) ist der erste Halbfuß ◡ und der zweite —.
Im 4. Jahrhundert schreibt dazu der Grammatiker Marius Victorinus:

„Was die Griechen Arsis und Thesis nennen, d. h. Anheben und Absetzen, bedeutet die Bewegung des Fußes. Arsis ist nämlich Anheben des Fußes ohne Ton, Thesis Absetzen des Fußes mit Ton.“

Dann fährt er fort:

„Ebenso ist Arsis das Anheben von Zeit, Ton, Stimme, Thesis das Absetzen davon und eine Art verkürzter Aussprache der Silben.“

Das heißt, eine Veränderung in der Bedeutung des Wortes Arsis vom mechanischen Anheben zum Anheben der Stimme führte zu einer Umkehrung in der Bedeutung des Begriffspaares. Dieser Wandel bildet eine im 2. Jahrhundert einsetzende und in der Spätantike sich fortsetzende Änderung des Sprachgefühls von der quantitierenden hin zur akzentuierenden Auffassung von Dichtung. 
Dem Bedeutungswandel entsprechend wurde Iktus mit der Arsis verknüpft, beide Begriffe bezeichneten nun die betonte Silbe, Thesis dagegen bezeichnete fortan die schwächeren, unbetonten Teile des Versfußes. Entsprechend dieser Auffassung wurden schließlich die Begriffe übersetzt als Hebung (betont) bzw. Senkung (unbetont) in die deutsche Verslehre übernommen.
Um die Verwirrung vollständig zu machen, wurde in der musikalischen Metrik die ursprüngliche Bedeutung beibehalten, wobei es auch in diesem Gebiet Unsicherheiten gibt. So bezeichnet Arsis in der Musik auch den (unbetonten) Auftakt bzw. den unbetonten (leichten, schlechten) Taktteil, Thesis dagegen den betonten (schweren, guten) Taktteil.
Aufgrund dieser Verwirrung sollte die Verwendung der beiden Begriffe jedenfalls dann vermieden werden, wenn der Kontext nicht völlig klar ist.